# ミニ (BMC)
ミニ（Mini）は、イギリスのブリティッシュ・モーター・コーポレーション（BMC）が製造・販売した小型乗用車である。1959年から2000年までの41年間、一度もモデルチェンジすることなく製造が続けられた。

## 概要
当時としては珍しかった前輪駆動車で、機械類を小さく、居住スペースを最大限に取ったパッケージングは自動車としての必要最小限を形にした設計で、登場当時革命的とまでいわれた。
長く低迷したイギリスの自動車産業の情勢を反映し、生産・販売会社の名前は幾度も変わったが、40年以上にわたり生産、販売が継続された。1990年頃には、日本の企業がミニの製造及び販売権を取得する計画もあったが実現せず、1994年以降はドイツのBMWが、ランドローバーと同時にローバーを傘下とし、ミニにまつわる権利も手中にした。
BMWは新規に投入する同社初となる前輪駆動車を「ニューミニ」と位置づけ、それまでのヘリテイジ（資産）を生かしたビジネスモデルとすべく、傘下となった旧ローバーの技術者による車両開発を進め、2001年からイギリスのオックスフォード工場（旧ローバー社カウリー工場）で生産を開始した。
BMWのミニが登場したことで、初代ミニは「クラシックミニ」「BMCミニ」「ローバーミニ」とも呼ばれる。またスポーツグレードである「クーパー」の名称も高い知名度を誇っている。
日本では優れたパッケージング、愛らしいデザイン、軽自動車相当のコンパクトなサイズなどが評価され、モデル晩年は日本が主要マーケットとなっていた。
ミニは技術的には非常に優れた車であり、今なおミニを称賛する自動車評論家や業界人は少なくない。ただし大ヒット作でありながら、メーカーにはほとんど利益をもたらさなかったとされている。構造が複雑で、ベーシックカーとしてはコストが高かったためであった。

## 歴史
オリジナルのミニは、1952年に成立したブリティッシュ・モーター・コーポレーション（BMC）の技術者アレック・イシゴニスの指揮するチームによって設計された。

### スエズ動乱とミニマムカー
第二次世界大戦前から在籍していたナッフィールド・オーガニゼーションが、ライバルであるオースチンと合併してBMCになると、イシゴニスは社内の環境に不満を感じ一時的に高級車メーカーのアルヴィスに移籍した。イシゴニスは同社で高級スポーツカーの開発に取り組んだが、結局その量産化は頓挫し、BMCの経営責任者であるサー・レナード・ロードの招きを機に、1955年にBMCに戻ってきた。
この当時の量産型BMC車は、小型車から上級車に至るまで合併前のナッフィールド系とオースチン系のモデルが並立している過渡期にあったが、いずれにしてもやや旧弊な設計のモデルが主流を占めていた。イシゴニスは早速、それらを刷新するためのニューモデル開発に取り組み始めた。
ところが1956年9月、スエズ動乱が中東で勃発し、国際的に石油価格が高騰したことが開発環境の大きな転機となった。
当時、中東の油田依存率が高かった西ヨーロッパ諸国は時ならぬオイルショックに陥った。イギリスの大衆層は排気量1,000 cc 前後のまともな乗用車を維持することが困難になり、当時、西ドイツなどで生産されていた200 - 400 cc の、バブルカーと呼ばれる2 - 3人乗りミニカーを購入するようになった。それらは確かに経済的ではあったが、単気筒もしくは2気筒の空冷エンジンを搭載したけたたましい乗り物で、イギリスの税制では節税になる三輪自動車も含まれ、居住性や操縦性といった本格的な自動車に求められるような性能を欠いていた。
大衆が粗末なバブルカー購入に走るのを憂いたサー・レナード・ロードは、対抗のため自社開発陣に「極めて経済的な4人乗り小型車」の早急な開発を命じ、イシゴニス率いるBMC開発チームは一般的な小型車でなく、既存の自社モデル（オースチン・A30やモーリス・マイナーといった、1,000 cc 未満の小型車）よりもさらにコンパクトなニューモデルの設計を再考することになった。

### Aシリーズエンジン
ミニマムカー開発を命じた際、ロード会長は「どんなエンジンを使っても良い、ただし既存のラインナップにある中から」という開発条件を提示した。これに従うと、開発陣の選択肢は当時のBMCが生産していたエンジンで唯一の小排気量クラス用エンジンだった850 cc 級のAシリーズエンジン直列4気筒エンジン以外にあり得なかった。
AシリーズエンジンはBMC成立直前の1951年、オースチン大衆車向けに著名なエンジン技術者ハリー・ウェスレイクが設計した堅実な水冷エンジンで、オースチンとナッフィールドの合併でBMCが成立した後には、やはりウェスレイクの手でシリンダーヘッド回りを設計された1,500 cc 級・Bシリーズエンジンと共に、BMCの標準エンジンに制定された。3ベアリング・ターンフロー型OHVという何の変哲もない設計であるが、BMCのエンジンでも開発年次が新しく、生産性と実用エンジンとしての資質を兼ね備えていた事もあり、1950年代後期には小型スポーツカーからライトバンに至るまで広く用いられていた。
イシゴニスは当初エンジンのカットによる2気筒化なども検討したが、結局はAシリーズをどうにか流用し、ボディと駆動系のコンパクト化によって経済車に求められる性能を得る判断を下した。
以後、Aシリーズエンジンはミニと切っても切れない関係となり、このエンジンを搭載した他のモデルが生産終了した後も、2000年にミニが生産終了するまで半世紀にわたって生産されることになった。

### 横置きエンジンと前輪駆動
ロード会長の示した開発条件は、裏を返せばエンジン以外は設計陣にあらゆる手段を用いることを許容するものであった。
イシゴニスは、BMC以前のナッフィールド・オーガニゼーション時代の1940年代中期に手掛けた傑作大衆車モーリス・マイナーの試作過程で、前輪駆動方式の採用を検討したことがあった。そして当時、前輪駆動を前提にエンジンを車軸と並行に横置き搭載すれば、直列4気筒エンジンでもボンネットの前後長を短縮できるという発想に到達していたのである。第二次世界大戦直後の時点では時期尚早で実用化困難であったが、それから10年余りを経てイシゴニスは再びその構想の実現に動き出した。
シャシは既にBMCにとって手慣れた手法になっていたモノコック構造が採用された。それまでのイギリス製小型車にありがちだった、こんもりと盛り上がった背の高いキャビンは、床の低い新しいコンセプトの前輪駆動車ではもはや不要だった。さらなるスペース節減のため、タイヤはバブルカーより若干大きい程度で、まともな乗用車ではほとんど先例のなかった10インチ（in）の超小径サイズがダンロップとの交渉で新たに開発された。
横置きエンジンによる前輪駆動自体は、2気筒の軽便な車両では第二次世界大戦以前から見られたが、一回り大きい直列4気筒エンジンでは実用車として世界でほぼ初採用である。最低限のスペースに直列4気筒水冷エンジンとラジエーターを収めるため、ラジエーターは一般的なフロントグリルの内側ではなく、効率が悪いのを承知で横置きにしたエンジンの左側にレイアウトされた（従って、冷却促進はエンジンのクーリングファンのみが頼りだった）。更にオートバイの手法を応用し、トランスミッションのギアセットはエンジン下部のオイルパンを大型化してその内部に搭載、ギアの潤滑はエンジンオイルを共用する構造とした。
サスペンション形式は、フロントがウィッシュボーン、リアがトレーリングアームであるが、生産性向上対策でサブフレーム組み付けを用いつつも大変にコンパクトに設計されている。これらに組み合わされるスプリングには、一般的な金属ばねではなく、当時ばねの先端素材として注目されていたゴムを採用した。ダンロップの技術者アレックス・モールトンの設計による、円錐状に成型されたゴムばねを用いたラバーコーンサスペンションである。このばねは強いプログレッシブレートを持ち、最小のストロークで最大のエネルギー吸収量を得られるように設計されている。この強いプログレッシブ・レートを持つばねや、フロントが高くリアが路面上にあるという特異なロールセンター設定のサスペンション、量産車としては現代の基準でも驚異的に速いステアリングギアレシオや、回転慣性モーメントやジャイロ効果の小さい10インチタイヤなどによって、ゴーカートとも形容されるようなハンドリングを生む事となった。
更にこの当時（1950年代後期）、イギリスのハーディ・スパイサー社（1966年にGKNが買収）の手で、前輪駆動に適した「バーフィールド・ツェッパ等速ジョイント」が実用・量産化されたことが、イシゴニスのコンセプトをより現実的なものにした。ツェッパ式のボール・ジョイントは、前輪駆動車の旋回時にドライブシャフトが大きな屈曲を伴ってもほぼ等速で滑らかに駆動力を伝達できるという、理想的なジョイントであった。まだ高価なパーツだったが、タイヤが小さくかつサスペンションストロークの小さなミニは、ドライブシャフトのタイヤ側だけにこのジョイントを使えば済んだ（デフ側のジョイントは、旧式だがコストを抑えられるダブルカルダンタイプで間に合った）。
横置きエンジン方式自体は時代に先んじたエレガントな技術革新だったが、ミニと同じ二階建てパワートレインの「イシゴニス・レイアウト」を採用した車種は非常に少なく、イシゴニスが手掛けたミニの拡大版ともいえるBMCのADO14、ADO16、ADO17、ポストイシゴニスのADO27、ADO67以外では、フランスのプジョー・204、304やプリンス自動車時代に設計が始まった日産・チェリーと、ミッドシップのランボルギーニ・ミウラ程度しかなく、より広く普及して一般化したのは、イタリアで1960年代に開発され、トランスミッションをエンジンと直列に横置きして車両内での前後長を短縮したジアコーサレイアウトであった。
FF車のエンジンとトランスミッションの配置はメーカーごとにさまざまであったが、現在では、四輪駆動を主力商品とするメーカーであるアウディやスバルに縦置きエンジンのFFが見られるのみで、ほとんどのFF車はジアコーサ式の横置きエンジンとなっている。

### デザイン
オリジナルの2ドアボディのデザインは、リアオーバーハングを限界まで切り詰めるという1950年代後期には類例の乏しかった純粋な2ボックスレイアウトで、全長は3 m ほどに過ぎなかった。それでもリアシートの後方には（片隅を燃料タンクに取られてはいたが）最小限のトランクルームが確保されていた。10インチタイヤと前輪駆動の効果によって、床も車高もこの時代ではずば抜けて低く、ロードクリアランス（最低地上高）は実用車としての最低限レベル、車高は1,400 mm にも満たないが、大人4人を収められる最低限のスペースが確保されていた。
当時、リアエンジン車では2代目フィアット・500（1957年）やスバル・360（1958年）のように、4座で3 m クラスを実現した事例もあったが、850 cc の水冷4気筒をフロントに搭載して定員4人とした乗用車でここまで小型化された事例はなかった。
このコンパクトなボディは、設計者のイシゴニスが自らのスケッチでデザインするという異例の過程でスタイリングされた。コンセプトと内部構造を熟知した設計者自身によるスタイリングは、機能に直結した合理性に富むもので完成度が高く、そのまま生産されることになった。ミニの実車を間近で観察すると目につく点のひとつにフランジ状に張り出した外板の継ぎ目があるが、これは組み立て時の手間を省いた結果である。

### MK I 1959年-1967年
ミニは開発当初 ADO15（ADO はAustin Drawing/Design Officeを表す）というコードネームが与えられ、初の量産モデルはオースチン・セブン（しばしばSE7ENと表記される）及びモーリス・ミニ・マイナーの名でイギリス国内向けに発売された。「セブン」とは第二次世界大戦前に大成功を収めたオースチンの大衆車にあやかったもので、「マイナー」は「ミニ」とかけた洒落であるという。生産は元オースチン系の主力工場であるバーミンガムのロングブリッジ工場で行われた。1962年までには北米とフランスでもオースチン850、モーリス850の名前で発売された。
設計者イシゴニスの友人で、1959年と1960年のF1のコンストラクターズ・チャンピオンに輝いたクーパー・カー・カンパニーの経営者ジョン・クーパーは、当時イギリス国内のサルーンカー選手権にトライアンフで参加していたが、ライバルであるロータス・カーズのマシンの次元の違うハンドリングに太刀打ちできずにいた。そんな折、イシゴニスにミニの試作車を見せられてその驚異的なハンドリングに注目し、何回かの実験とテスト走行の後、イシゴニスと共同で「機敏で経済的で、しかも安価な車」を作ることを決意した。その成果として、1962年にADO50こと「オースチン・ミニ・クーパー」と、「モーリス・ミニ・クーパー」が誕生した。
1964年にはハイエンドモデルのサスペンションを、内部にオリフィスと空洞を持つゴムスプリングから、前後輪でパイプで連通し不凍液を満たしたハイドロラスティック（Hydro=水とErastic=ゴムの合成語）システムに変更した。この新しいサスペンションは柔らかな乗り心地で「魔法の絨毯」とも喩えられていたが、重量と生産コストが嵩み、またピッチングの制御が難しくセッティングの幅も狭いという問題もあったため、Mk III 前期を最後に元のラバー・コーンサスペンションに戻された。
ミニは映画やミュージシャンなどを通じて1960年代の大衆文化の中にその存在を焼き付けた。ビートルズのメンバーや、イギリス女王であるエリザベス2世もミニのオーナーだった。イシゴニスは1960年に知己を通じた紹介で、ミニの納車のためエリザベス2世女王に直々に謁見、女王は助手席にイシゴニスを乗せて自らミニを試走させたという。
ミニ・クーパーは1964年、クーパーSでは1965年、1967年のラリー・モンテカルロで総合優勝している。補助灯のレギュレーション違反ということで失格となったものの、1966年にもゴール時の成績は優勝相当であった。また、当時のBMCワークス監督で後のイギリス・フォードでも活躍する事となるスチュワート・ターナーは、本格的なペースノートやレッキ、サービス計画等、ラリー界に近代的なチームオペレーションを持ち込んだ事でも知られるようになる。
1960年代のミニの売り上げは全モデルで好調であったが、生産メーカーにはほとんど利益をもたらさなかった。複雑な駆動システムが製造コストを嵩ませた一方、競合他社との競争に勝つために製造原価を割り込む価格で販売することを余儀なくされたためである。当時のイギリス市場で最大の強敵はイギリス・フォードで、「アングリア」「エスコート」など、BMC前輪駆動車よりも大きい3ボックススタイルのボディを持ち、当時では低コストな固定車軸の後輪駆動方式を用いたベーシックモデルを生産しており、レースフィールドと大衆車市場の双方でミニやその上級モデルに当たるADO16シリーズと競り合った。

#### クーパー/クーパーS
オリジナルのモーリス・ミニ・マイナーに搭載されていた848 ccのエンジンは997 ccまで排気量をアップし、出力も34馬力から55馬力に向上した。このエンジンにはレース向けのチューニングが施され、当時小型車には馴染みのなかったSUツインキャブレターとディスクブレーキが装備された。経営陣はこのモデルの生産を決め、1,000台を発注した。これは経営陣が参加を目指していた、FIAの当時のグループ2規定の生産義務台数をクリアするためであった。1964年には997 ccのエンジンがよりストロークの短い998 ccのエンジンに変更され、1967年にクーパーモデルの生産が終了するまでに計12,274台が販売された。
1963年にはよりパワフルな「クーパーS」が登場した。1,071 cc のエンジンと大径のディスクブレーキを特徴とし、1964年8月のモデルチェンジまでに計4,030台が生産、販売された。
当初、A型エンジンの排気量拡大は1,071 cc が限界と見られていたが、ダウントンのダニエル・リッチモンドがボア・ピッチをずらして1,275 cc まで拡大する手法を考案、イシゴニス、クーパー、リッチモンドの歴史的な3者会談により、量産型「1275クーパーS」の計画がスタートした。量産に際して、モータースポーツのクラス分けに合致した970 ccと1,275 ccの2つの排気量のモデルが用意された。970 ccモデルはあまり売れず、963台が生産されたのみで1965年に生産終了となったが、1,275 ccの「クーパーS」は1971年に生産終了となるまで40,000台以上が生産された。

### MK II 1967年 - 1969年
1967年から1970年までの間、イシゴニスは実験モデルとして9Xと呼ばれる代替モデルを設計していた。この車はミニよりも高出力であったが、当時BMCとスタンダード・トライアンフの合併で設立されたブリティッシュ・レイランド（BL）の政治力によって結局生産されることはなかった。
1967年、ボディがMk IIと呼ばれるタイプに変更された。フロントグリルのデザインが変更され、リアウインドウも左右に拡大された。ドア上の水切りが廃止され、雨樋も工数を減らしたものに変わった。リアコンビランプは大きな角型のものへと変更された。なお、コストと重量がネックとなり、ハイドロラスティックシステムは廃止された。
エンジンは998 ccと1,275 ccの2種類が用意された。998 cc モデルは1969年の生産終了までに55,000台以上が販売された。1,275 ccモデルは1969年から1970年にかけてわずかに改良を施したMk IIIボディを採用し、1972年1月まで販売された。クーパー社は輸出モデル向けの改造キットの開発と販売に事業を切り替え、1975年まで販売を続けた。
1969年には映画『ミニミニ大作戦』（原題:The Italian Job ）に登場し、その小ささや走りの良さをクローズアップした小気味良いカーチェイスの演出が人気を集めた。
また、Mr.ビーンの最初期の愛車はオレンジ色のMk II（ナンバープレートは「RNT 996H」）だったが、第1話の最後に事故で全損してしまった。

### クラブマン&MK III 1969年 - 1977年
設計変更に伴い、開発コードがADO20となる。9Xと12Xが前期型、99Xが後期型と区別されている。
1970年代初頭に大幅なフェイスリフトを受け、フルワイズのグリルを持つ現代的な角ばったルックスへと変貌した。このフロントデザインを変更した仕様はミニ・クラブマンと呼ばれ、同時に1275GTと呼ばれる新モデルが旧ミニ・クーパーSの後継として計画された。また、カントリーマンとトラベラーの後継としてクラブマン・エステートが発売されることとなった。しかし、クラブマンはほぼあらゆる方面で酷評され、早々のうちに市場から姿を消す事になる。最終的には、クラブマンの登場後も生産が継続されていた旧デザインのミニを存続させるという方針で落ち着いた。
1971年、ミニ・クーパーのデザインがイタリアのイノチェンティとスペインの Authi 社にライセンスされ、それぞれイノチェンティ・ミニ・クーパー 1300 及び Authi ミニ・クーパー 1300 として生産された。
1974年、イノチェンティはミニのプラットフォームを元にベルトーネが設計したハッチバックモデルであるイノチェンティ90と120を導入した。ベルトーネはミニ・クーパーの同型車で1,275 cc ターボエンジンを搭載したイノチェンティ・デ・トマソも開発した（後にダイハツ製エンジンに変更）。
Mr.ビーンの愛車として有名なのはこの型であり、ライム・グリーンにペイントされ、ボンネットはつや消し黒に塗られている（ナンバープレートは「SLW 287R」）。運転席側のカギが破損したため、運転席のドアに南京錠を取り付けてある。第11話「ミスター・ビーン、学校へ行く」では軍隊のデモンストレーション用に用意されていたミニ（ナンバープレートは「ACW 497V」）とビーンの乗ってきたミニが取り違えられ（ビーン自身が故意に取り替えた）、「SLW 287R」の方は無残にも戦車で押しつぶされてしまった。その際、ビーンは無事だった南京錠とスライドボルトを回収している。しかし、最終話「おやすみなさい、ミスター・ビーン」では同型・同色・同番号「SLW 287R」のミニが再び登場している。DVD特典映像の「ベストビッツ・オブ・ミスタービーン」では、屋根裏部屋にタイヤ、ハンドル、ドア、ヘッドランプ等のごく僅かに残った部品が置かれている。実際に撮影で使用されたミニは、北イングランドのカンブリア州ケズウィックのCars of the Stars Motor Museum（スター自動車博物館）に保管されている。映画「Mr.ビーン カンヌで大迷惑?!」ではヒッチハイクで同型車種（ナンバープレートは「207 UHO 75」）が登場する。
この頃の日本仕様車はキャピタル企業が輸入していたが、ミニは全幅の割にトレッド幅が広く、本国仕様のままでは道路運送車両法第十八条の二（いわゆる回転突起物規制）に抵触するため、正規輸入車はフェンダー部分が加工され、若干幅が広げられていた。

### 1978年 - 1980年
（通称MK IV）
初期の特徴でもあったセンターメーターは、この型をもって廃止される。

### 1981年 - 1984年
（通称MK V）
通常のミニを「ミニH/L」に名称変更。クラブマンシリーズのダッシュボードとメーター周りが流用される。10インチホイール+フロントドラムブレーキの組み合わせはこの時期までとなる。
1981年にはニュージーランドで、ジェフ・マーフィー監督の『明日なき疾走』（ Goodbye Pork Pie） というロードムービーにミニが出演した。しかし、この頃には輸出市場におけるミニの人気は低下し始めており、南アフリカやオーストラリア、ニュージーランドでの生産はこの頃までに全て中止となった。ニュージーランドではミニの生産ラインを、当時新たに人気が出ていたホンダ・シティの生産に切り替えた。
1983年、日英自動車が正規輸入元となり、いわゆるディーラー車の販売を開始する。
1980年代を通じてイギリス市場では数多くのスペシャル・エディションが発売され、これによってミニは大衆市場向けの製品からファッショナブルなアイコンへと役割を変えていった。現在ミニブランドがBMWの所有となっており、それに対してBMCの残りの部門がローバー・グループとしてまとめて売却されたのは、ミニが持つこのイメージのためであるとも言える。
人気が高いミニは、一方ではレトロスタイルのモチーフとしても捉えられており、日本の自動車メーカーによってミニを模倣した多くの車が生み出される元となっている。

### 1985年 - 1988年
（通称MK VI）
エンジンがメトロと同じA+（エープラス）に変更される。またフロントディスクブレーキが採用され、それに伴いホイール径が12インチとなる。

### 1989年 - 1991年
（通称MK VII）
ブレーキマスターバックを標準装備した。
1989年10月、誕生30周年を記念した「サーティー」（4MT 税別179万円）を発表。
1.0Lモデルのミニ1000生産終了。

### 1991年 - 1992年
（通称MK VIII）

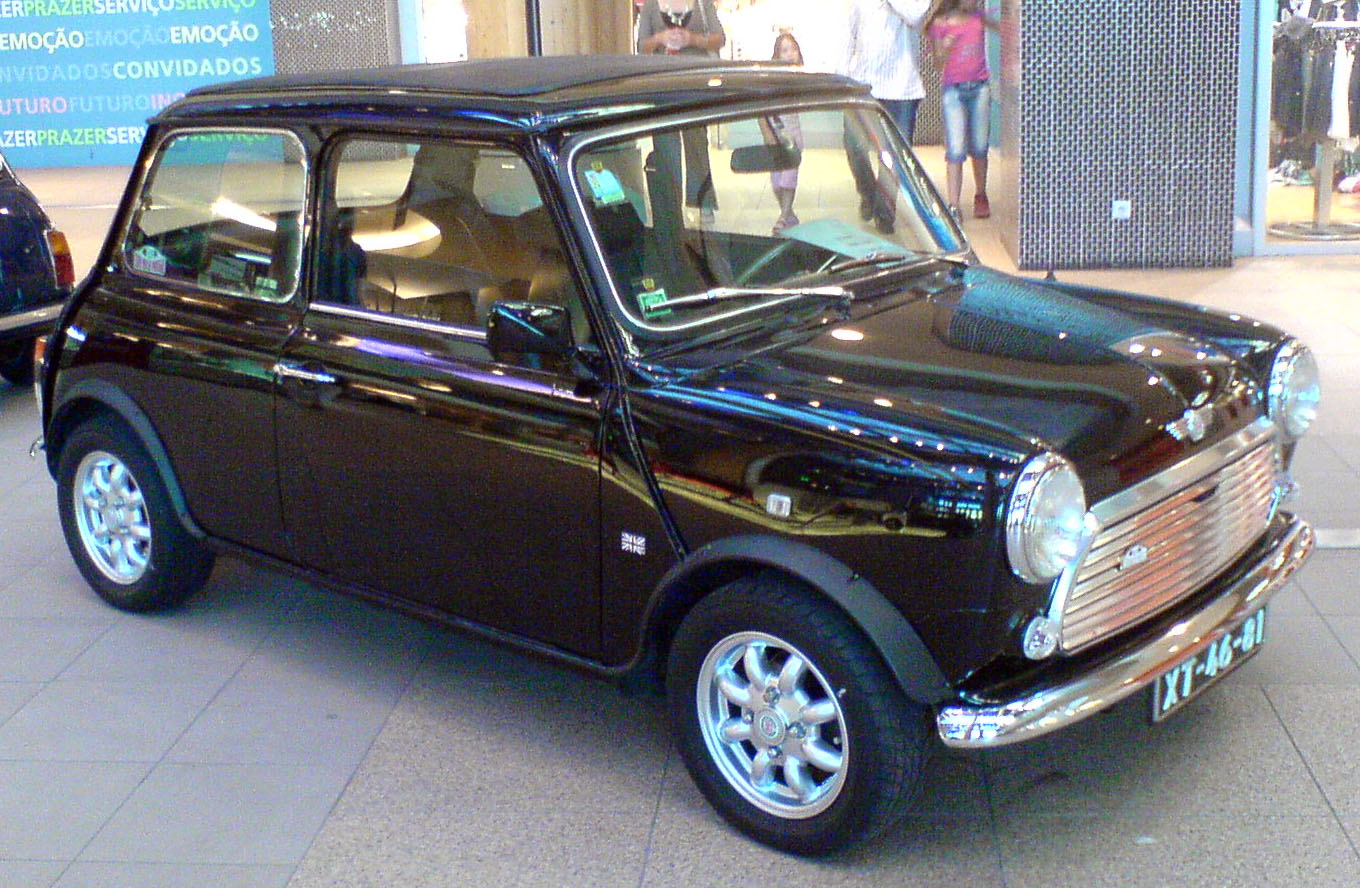
キャンバストップ

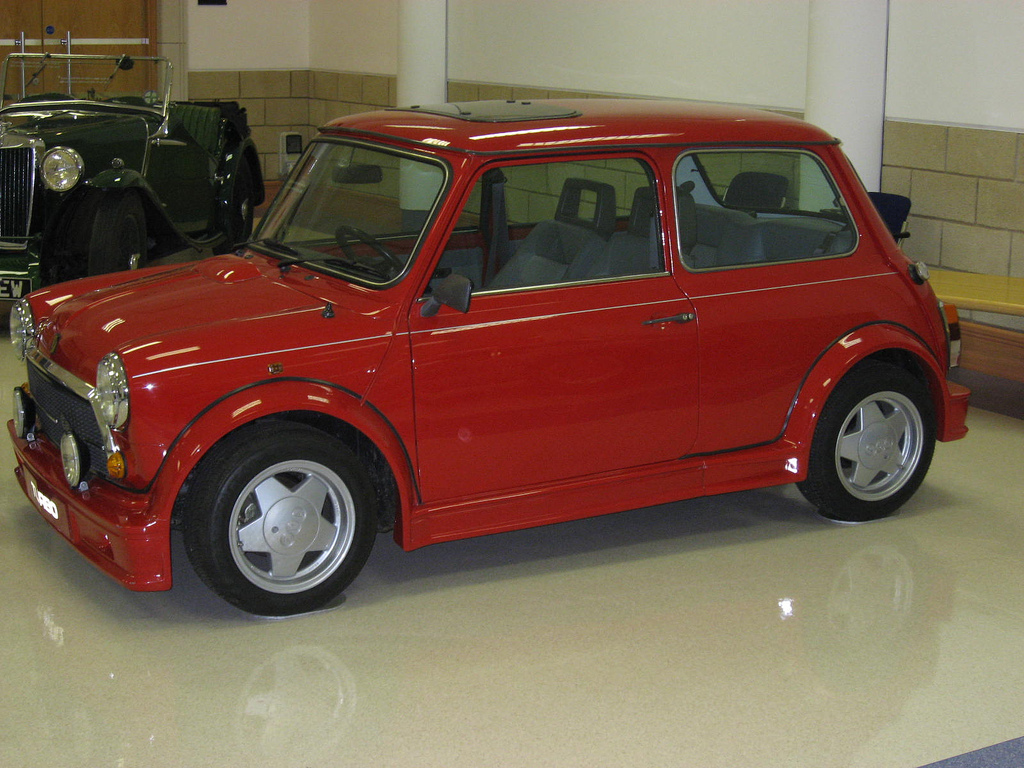
ERA ターボ

メトロのエンジンを流用し、全車種1.3Lとなる。
1991年、待望のミニ・クーパーが正式に復活する。新しいクーパーは1960年代のクーパーよりも性能的には若干劣るスペックで一時的に再発売された。新しいクーパーは人気を博し、1991年終わりにはフル生産体勢に入った。
Engineering Research and Applicationsがチューニングを手掛けた「ERAターボ」は、大きく出張ったエアロパーツに太いタイヤが威圧感を放った限定車だった。
1991年6月、「ERAターボ」、「クーパー1.3」、カスタムや競技用ベースとしての需要を見込んだ、最廉価版の「スプライト」を日本導入（ERAターボ359万円、クーパー1.3 194万円、スプライト144万円 すべて4MT、税別）。次いで7月、キャンバストップ（4MT 税別175万円）を日本導入。

### 1992年 - 1996年
（通称MK IX）
1992年、全車インジェクション化される。これはメインマーケットである日本市場の要望（クーラー装着が必須のため）からと言われている。ただし、インジェクションと言ってもシングルポイントインジェクション（SPI）であり、日本車で主流となっている各シリンダーの吸気ポートに噴射する方式ではない。同年6月、インジェクションモデルを日本導入。クーパー1.3iの4MTのみが62馬力、その他のグレードは53馬力となった。
1994年にはイシゴニスの甥であるベルント・ピシェッツリーダー（当時のBMW社長）の下、BMWがローバーグループを統括することとなり、ミニブランドもBMWに買収された。また同時にBMWは全く新しいミニの開発を始めることを決め、膨大な開発予算を計上している。この頃からコストダウンが目立ち始め、特別仕様車の頻繁な発表が相次ぐようになる。
1996年6月、モンテカルロラリー出場車を彷彿とさせる4連フォグランプを装備し、Mk I当時のアーモンドグリーンのボディーカラーをまとった誕生35周年記念モデル、「35thアニバーサリー」（4MT 税別189万円）を日本導入。塗色は他にフレームレッドも用意。

### 1997年 - 2000年
（通称MK X）
各国の衝突安全基準に対応するため、ミニにSRSエアバッグとサイドインパクトバーを初採用。この延命策により、ミニの生産終了まで猶予があることが予想された。
1997年、エンジンを改良。マルチポイントインジェクションエンジンが導入され、点火系が同時点火方式となる。日本には導入されなかった。
1998年1月、13インチホイールと大型フェンダーを装備した「クーパー スポーツパック・リミテッド」（4MT 税別224.9万円）を日本導入。
同年4月、ポール・スミスとのコラボレーションモデル「ポール・スミス」（4MT 税別200.9万円）を日本導入。車内、エンジンタペットカバー、プラグコード、工具入れ、トランク用クッションなどにアクセントカラーのライムグリーンを配した。
同年8月、1968年のブリティッシュ・サルーン・カー・チャンピオンシップ（BSCC）のクラス優勝と、総合優勝の30周年記念モデルとして、「クーパーBSCCリミテッド」（4MT 税別229万円）を日本導入。 「クーパー スポーツパック・リミテッド」がベースとなる。
1999年6月、誕生40周年記念の「40th アニバーサリー・リミテッド」を日本導入。
同年9月、「クーパー 40th アニバーサリー・リミテッド」を日本導入。
2000年当時、ローバーは依然として莫大な赤字を抱えており、BMWはMGローバーのほとんどの部門を整理することを決定した。MGとローバーは新たに設立されたイギリスの合弁企業であるフェニックスに売却され、ランドローバーはフォード・モーターに売却された。
BMWはローバーグループにより開発継続中であったミニ、およびブランド名を自社に残し、現在では完全に新しいミニを生産販売している。
オリジナルのミニは、少なくともヨーロッパでは主な競合車種であったフォルクスワーゲン・タイプ1（ビートル）やシトロエン・2CV、そして跡継ぎのメトロなどの大衆車達より長く生き抜いた。最後のミニは2000年10月に生産ラインを離れた。この年までに合計で530万台のミニが生産された。生産終了となる経緯については各国における衝突安全性や排出ガスの基準見直しによるところが大きいと言われている。末期は生産数のかなりの割合が日本向けとなっていた。
1999年12月、1900年代のカー・オブ・ザ・センチュリーを選ぶ投票がアメリカ・ラスベガスで行われ、ミニは第2位となり、ヨーロッパ車で最高の得票を得た（Car Of The Centuryはフォード・モデルTが受賞）。
生産終了後も日本国内でのミニへの人気は根強いものがあり、専門店が全国に数多くある。

### バリエーションモデル
異なる市場に向けた様々な派生モデルが生まれた。
- 1961年、バッジエンジニアリングによるウーズレー・ホーネット（1930年代のスポーツカー「Wolseley Hornet six」の名前の復刻）とライレー・エルフ（ラグジュアリーカーの名門ブランド）を投入する。1952年以降のBMC時代、両ブランドは外観が同じで中身（仕様）で差別化されていたが、ADO15では仕様が同じで外観がわずかに異なっている。ホーネットがスポーティー、エルフがより上級な位置づけであったが、そのイメージは主に宣伝によって作られた。

両車とも、リアオーバーハングを延長して車体を3BOXとし、トランク容積を稼いでいる。小ぶりなテールフィンを持ち、リアコンビランプを収めている。フロントデザインも変更され、ミニマムサイズながら上級サルーンとして仕立てられた。プレーンなグリル枠で、縦枠上部に楕円形のウーズレーのイルミネーションエンブレム（行灯式）がついているのがホーネット、盾形のフロントグリルの上枠にひし形のライレーのブルーダイヤモンドエンブレムがついているのがエルフである。
- ウーズレー・ホーネット (Wolseley Hornet)：1961 - 1969 生産台数：28,455台
- ライレー・エルフ (Riley Elf)：1961 - 1969 生産台数：30,912台

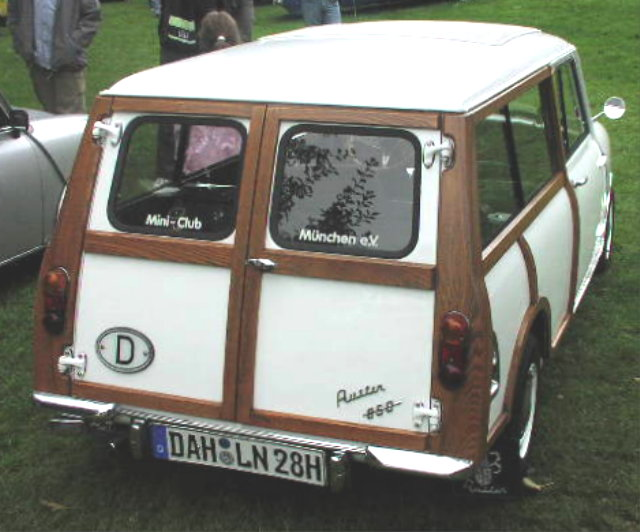
オースチン・ミニ・カントリーマン850

- モーリス・ミニ・トラベラー / オースチン・ミニ・カントリーマン

1960年 - 1969年（英国のみ）
大衆車として標準的な2ドアのエステートで、上下開き、または観音開きのバックドアを装備している。高級モデルでは、荷室部分とバックドアに木製の飾りフレームがあしらわれている。
- バン / ピックアップ

業務用のライトバンとピックアップトラックモデルである。どちらもエステートモデル同様のロングホイールベースシャーシを使用している。バンのリアクォーターウインドウを省略することにより、イギリスでは税金が安くなることから、若者達にも人気が出た。バックドアは観音開きで、ルーフベンチレーターの設定もある。ピックアップはキャブと荷箱が分かれていないワンピースボディとなっている。
- ミニ・モーク

- トゥウィニ (Twini)

軍用車両として採用されることを目論んで試作された四輪駆動車。TwinとMiniのかばん語であることからわかるように2台目のエンジンをリアトランクに積んでいる。

## ミニのパワートレインを使った車
サブフレームの上に走るための仕組みが全て詰まったミニのパワートレインは、バックヤードビルダーと呼ばれる小規模な自動車メーカーや、安価なレーシングカーを望むプライベーターには打ってつけで、たちまちのうちに引っ張りだことなった。これらは資料が残っているものだけでも、120種以上ある。

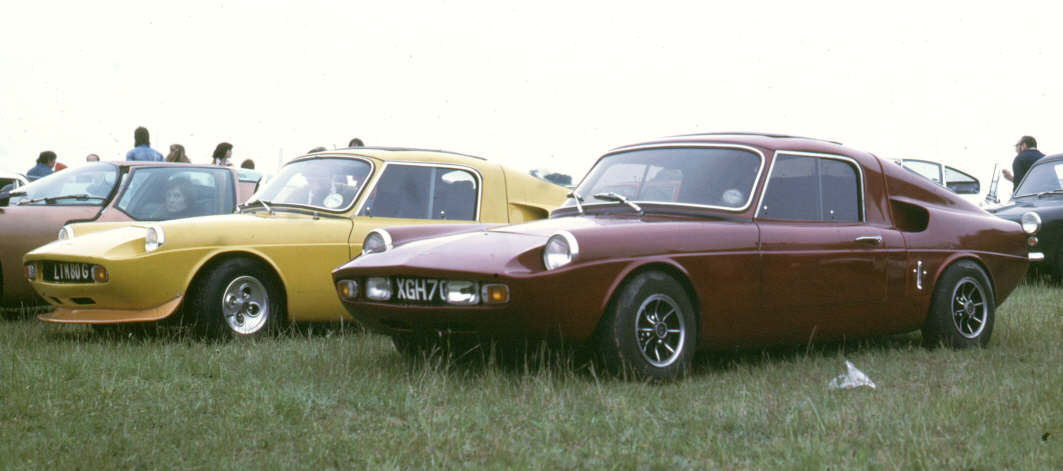
ユニパワーGT（英語版） （ミッドシップ）
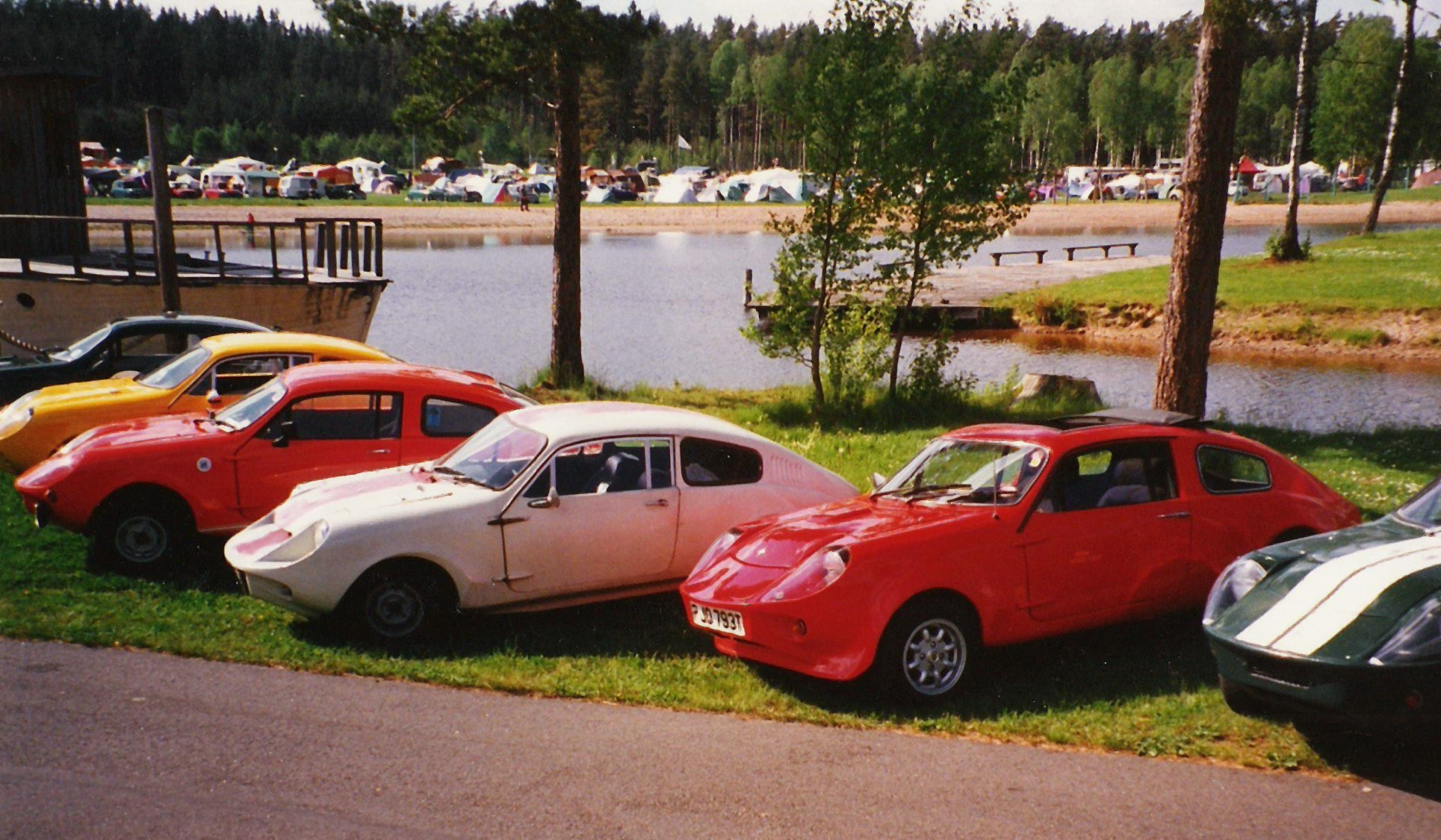
ミニ・マーコスGT（英語版）
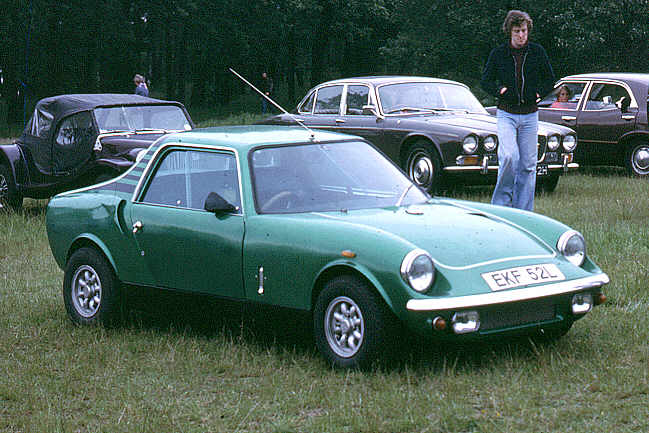
COX・GTM（英語版） （ミッドシップ）
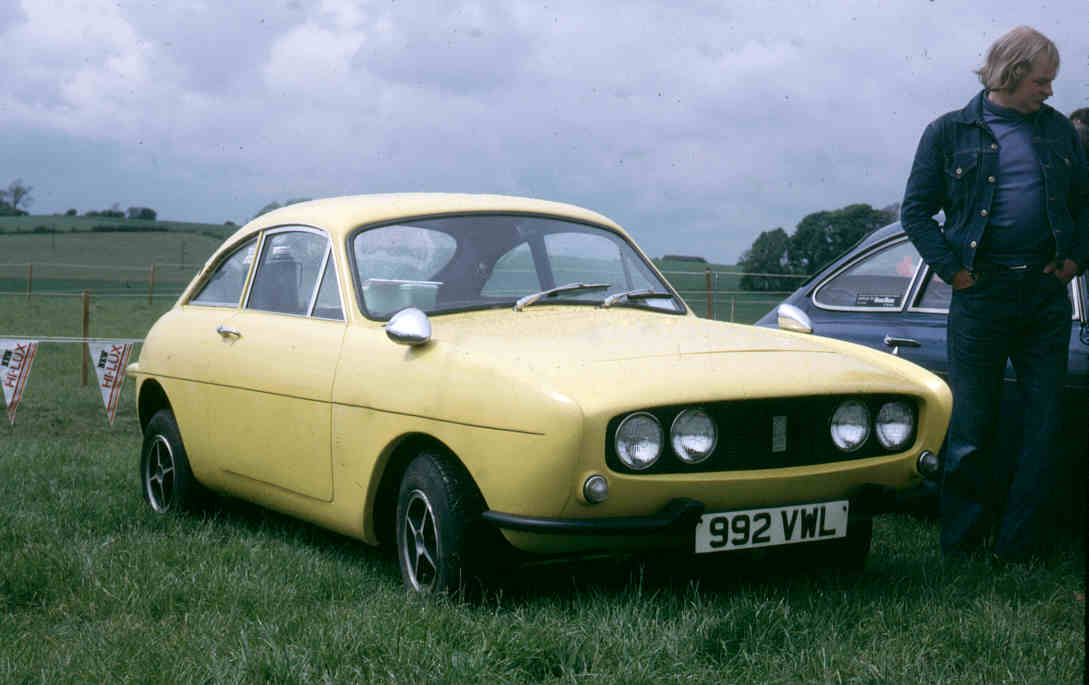
オーグル・SX1000（英語版）
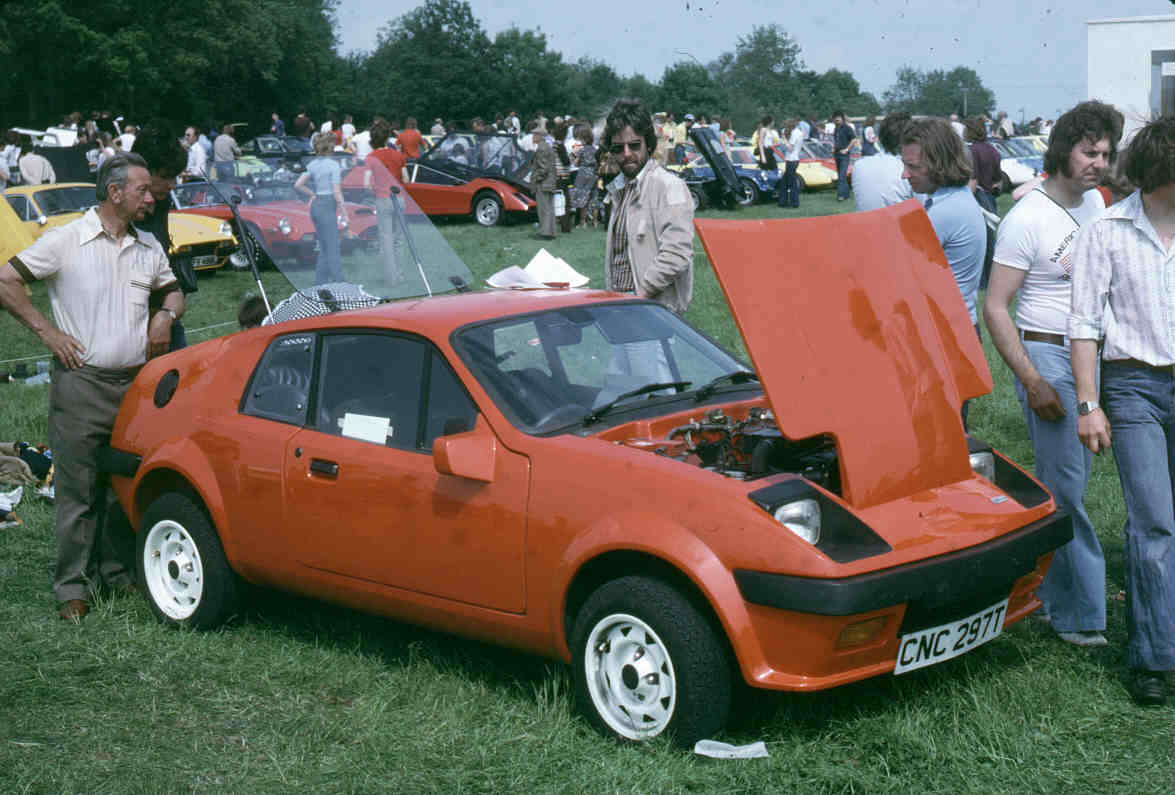
マイダス・ゴールド（英語版）